# EVA Air

Destinace EVA Air v roce 2016

EVA Air (čínsky: 長榮航空) je tchajwanská soukromá letecká společnost se základnou na mezinárodním letišti Tchaj-wan Tchao-jüan poblíž města Tchaj-pej, byla založena v roce 1989. Společnost létá (2020) do více než 68 destinací v Asii, Austrálii, Evropě a v Severní Americe. Sídlí ve městě Tchao-jüan, je to druhá největší tchajwanská letecká společnost (2016). Společnost provozuje také nákladní leteckou společnost EVA Air Cargo.
Dle leteckého poradenství Skytrax je EVA Air pětihvězdičková letecká společnost. V roce 2013 se stala EVA Air členem letecké aliance Star Alliance.

## Flotila
V srpnu 2016 flotila EVA Air čítala 66 letadel průměrného stáří 6,9 let. Společnost měla dalších 41 letadel objednaných.

## Fotogalerie
Pro zobrazení typu letadla přejeďte myší po obrázku

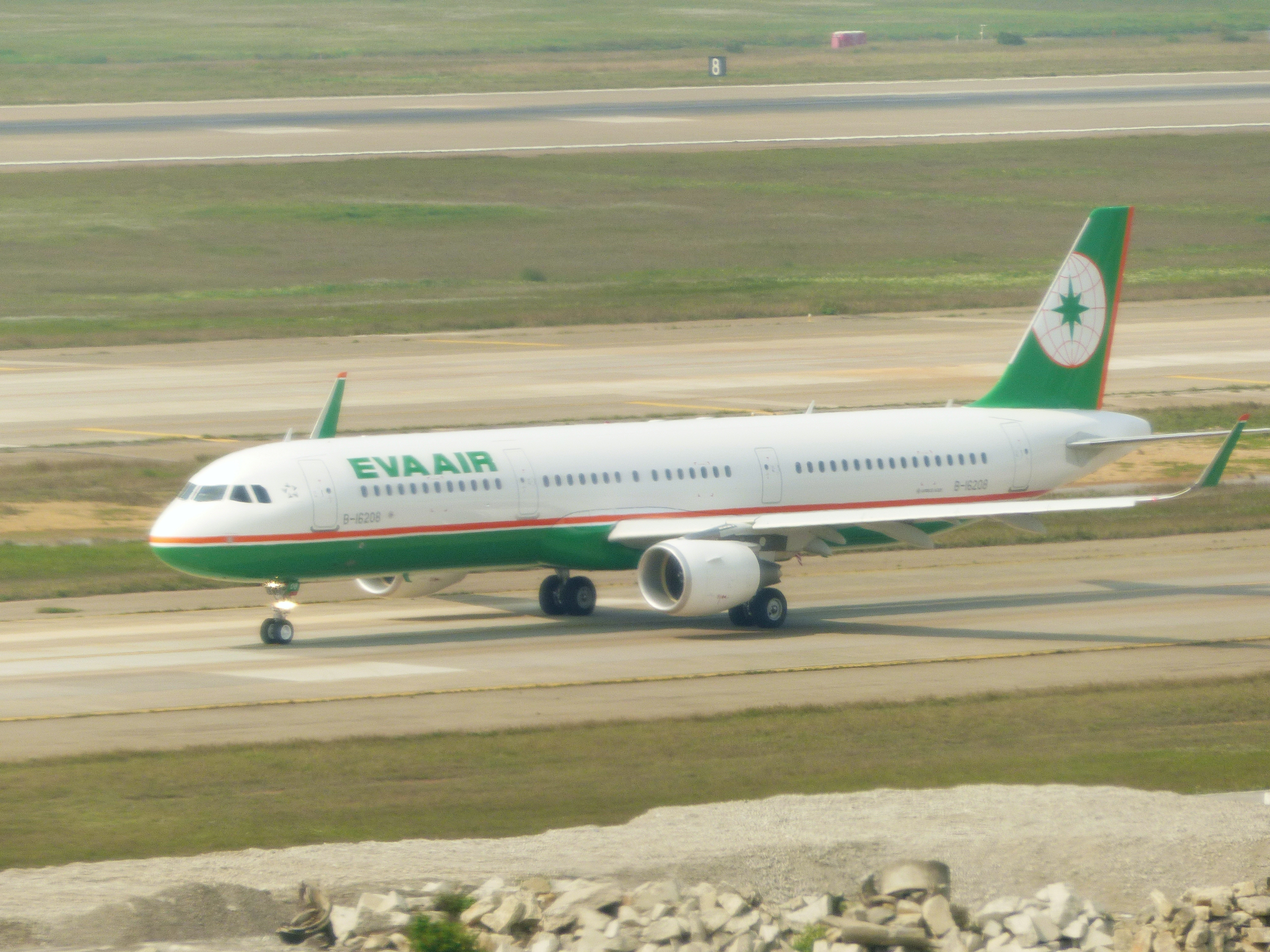
Airbus A321-200 registrace B-16208
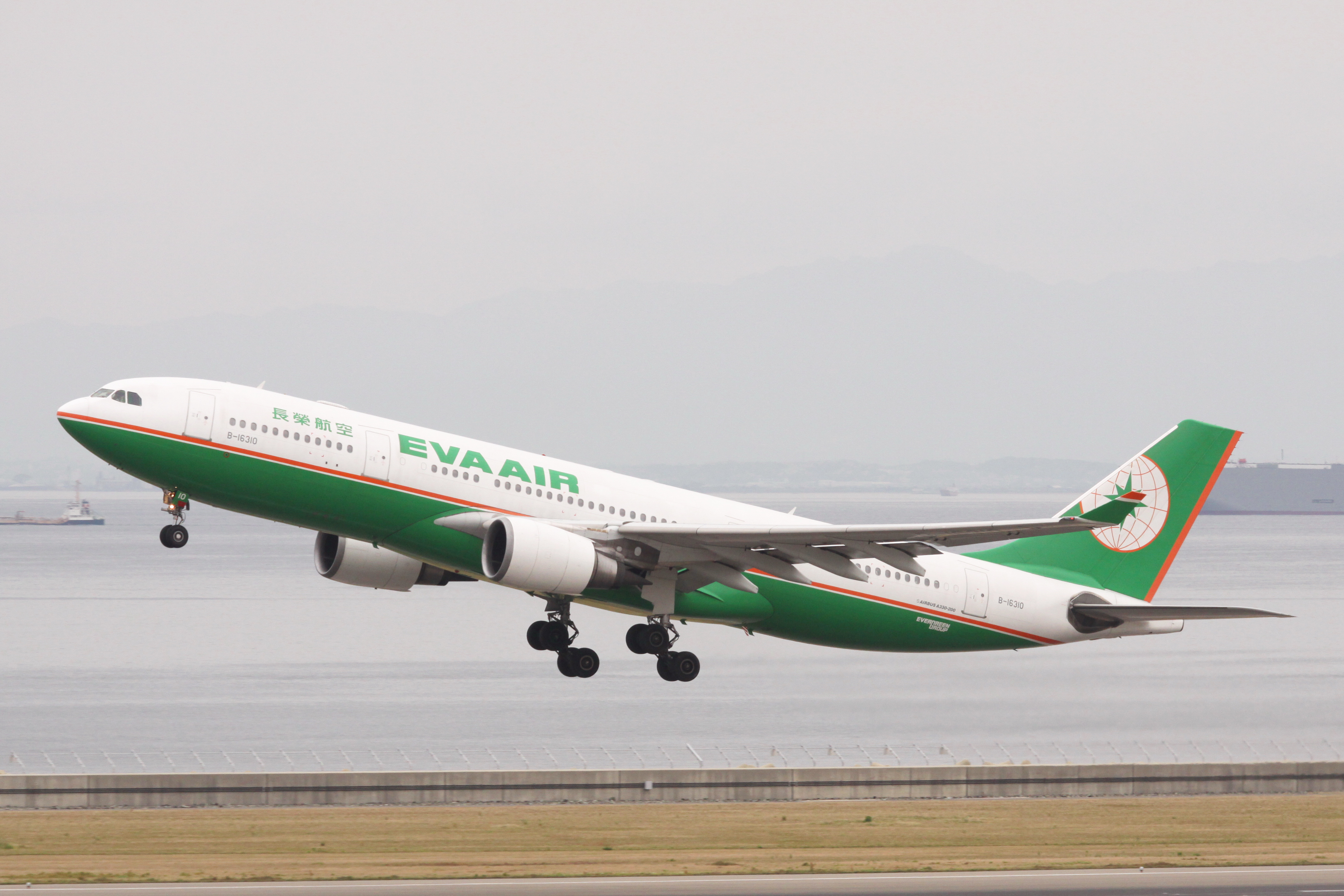
Airbus A330-200 registrace B-16310
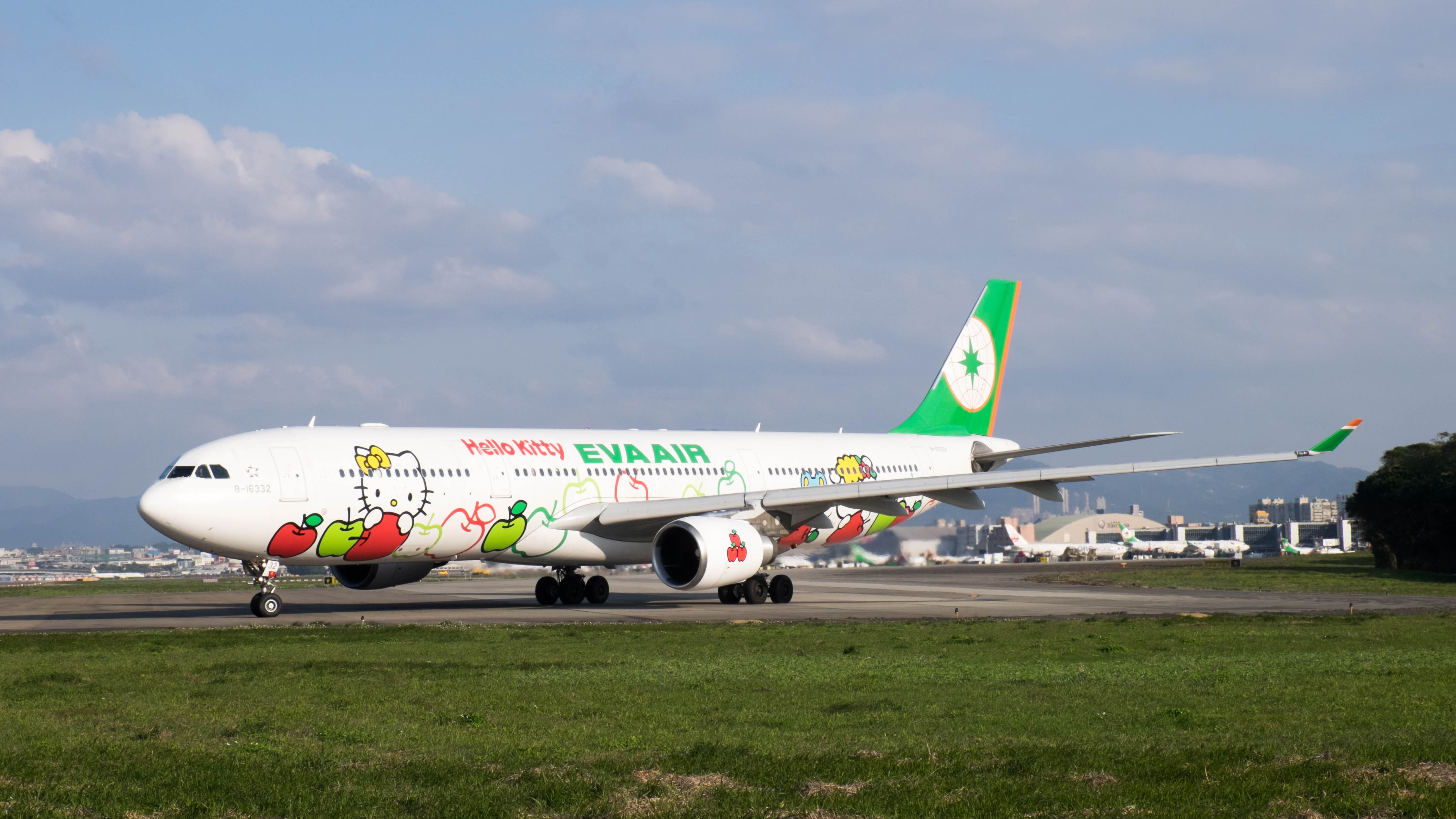
Airbus A330-300 registrace B-16332
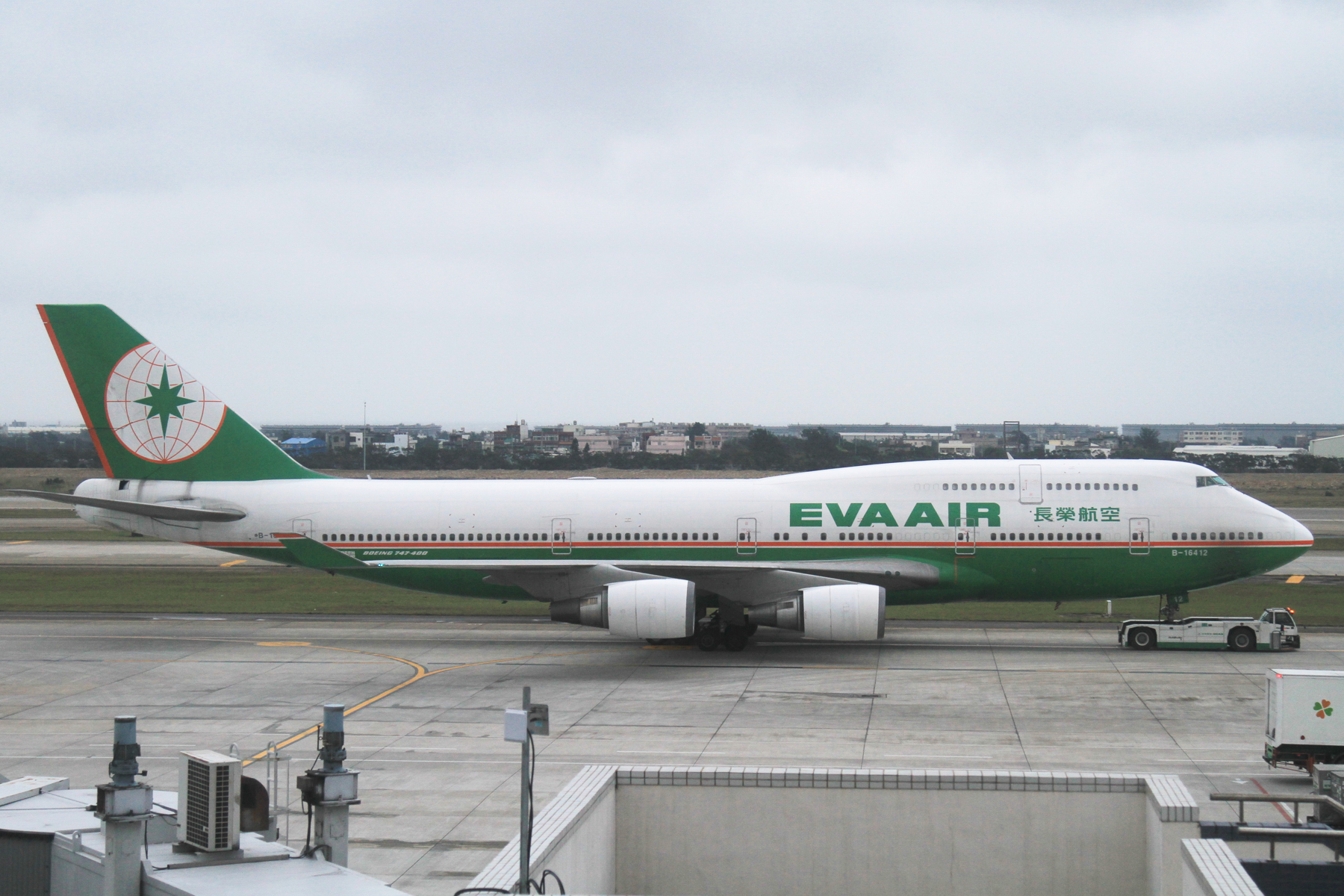
Boeing 747-400 registrace B-16412
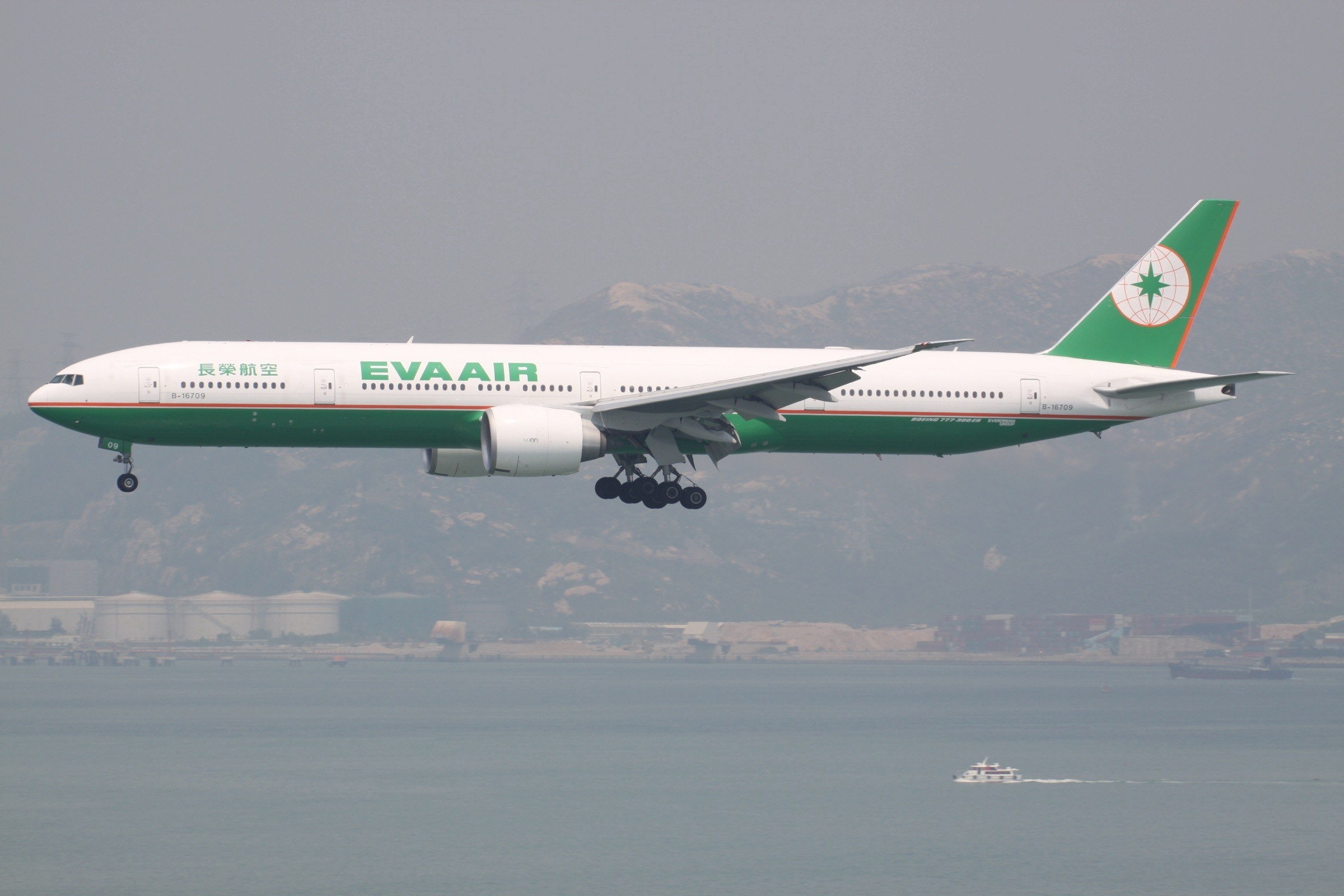
Boeing 777-300ER registrace B-16709
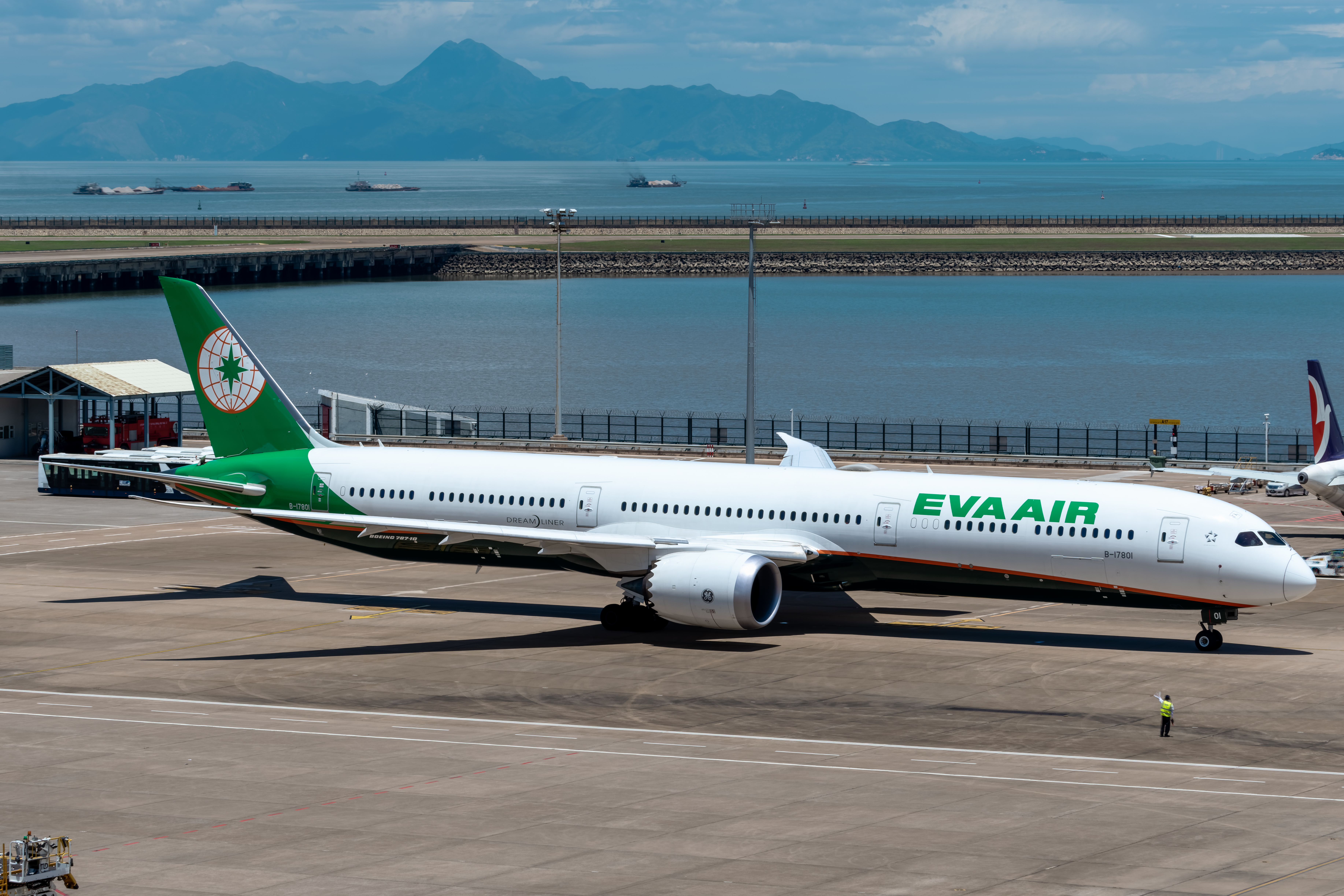
Boeing 787-10 registrace B-17801